# Súlovce
Súlovce és un poble i municipi d'Eslovàquia que es troba a la regió de Nitra, al sud-oest del país. Està a prop del riu Nitra i de la frontera amb les regions de Trnava i Trenčín.
El 2016 tenia 494 habitants i el 2020 en tenia 537.
La primera menció escrita de la vila es remunta al 1244.

## Demografia
| Godina             | 1994 | 2004   | 2014   | 2024    |
| ------------------ | ---- | ------ | ------ | ------- |
| Nombre de persones | 502  | 502    | 479    | 541     |
| Diferència         |      | +1,42% | −4,58% | +12,94% |

| Godina             | 2023 | 2024   |
| ------------------ | ---- | ------ |
| Nombre de persones | 537  | 541    |
| Diferència         |      | +0,74% |